# Оубинья, Борха
Борха Оубинья Мелендес (исп. Borja Oubiña Meléndez; род. 17 мая 1982, Виго, Испания) — испанский футболист, опорный полузащитник. Почти всю карьеру отыграл за «Сельту».

## Клубная карьера

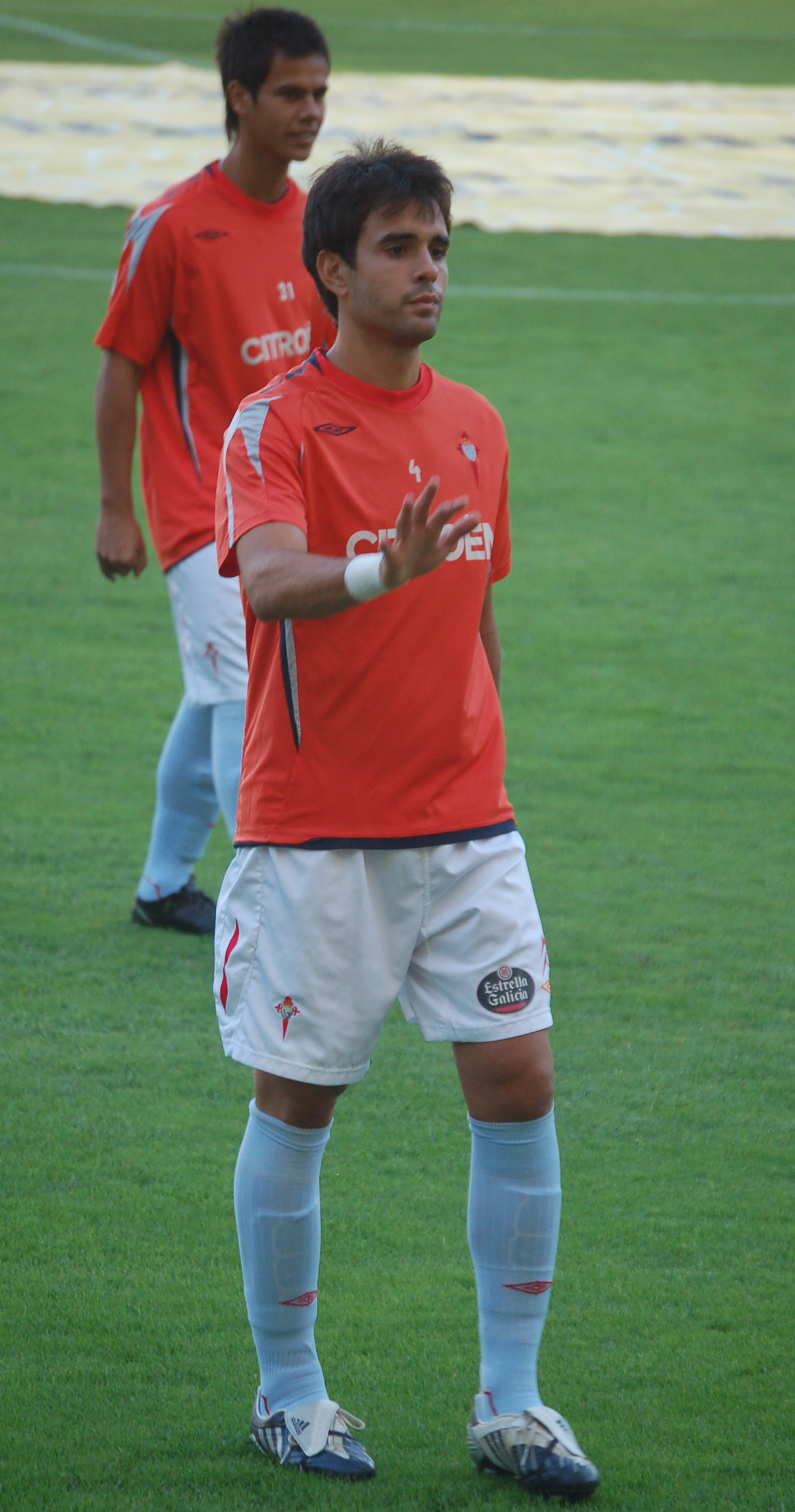
Борха Оубинья на тренировке, 2009

Оубинья родился в Виго и с юношеских лет оказался в системе «Сельты». Впервые за первую команду тренер команды Мигель Анхель Лотина выпустил его в сезоне 2003-04, в ничейном 2-2 гостевом матче против «Валенсии». Оубинья также принял участие в двух матчах «Сельты» в Лиге чемпионов. «Сельта» в конце концов вылетела в том сезоне в Сегунду, однако Оубинья с подачи тренера Фернандо Васкеса на долгие годы стал основным опорным полузащитником клуба.
«Сельта» уже в следующем году вернулась в элиту испанского футбола, но в 2007 году вновь опустилась в Сегунду. Оубинья заявил о своем желании уйти, хотя у него ещё полгода действовал контракт. Ходили слухи, что «Бенфика» под руководством его земляка Хосе Антонио Камачо проявляла интерес к игроку, но соглашение не было достигнуто из-за высоких трансферных запросов (по слухам, 10 млн €) руководства Сельты.
31 августа 2007 года Оубинья отправился в годичную аренду в «Бирмингем Сити». Он дебютировал в Бирмингеме 15 сентября того же года, выйдя на замену в конце матча против «Болтон Уондерерс». На 13-й минуте следующей игры, в Ливерпуле, Оубинья он получил травму в столкновении с Дирком Кёйтом — порвал левые передние крестообразные связки, — и выбыл минимум на полгода.
9 февраля 2008 года арендное соглашение между Сельтой и Бирмингемом было отменено по взаимному согласию, и Оубинья вернулся в Виго, чтобы восстанавливаться от травмы. 6 декабря, более чем через год после своего последнего появления на поле, он сыграл четыре минуты в матче против «Лас-Пальмаса», 0:2 и, отыграв ещё 14 игр в сезоне, вновь выбыл из-за рецидива травмы в середине сентября 2009 года. В октябре он был прооперирован и пропустил остаток сезона 2009-10.
Оубинья вернулся в строй в сезоне 2011-12, сыграл 28 матчей (24 в старте, 2120 игровых минут), а «Сельта» вернулась в Примеру после пятилетнего отсутствия.
В сезоне 2014-15 Оубинья снова не играл из-за травмы. 22 мая 2015 года, через пять дней после своего 33-го дня рождения, он объявил о завершении карьеры.

## Карьера в сборной
Оубинья сыграл два матча за сборную Испании в отборе к Евро-2008: 2 сентября 2006 года против Лихтенштейна в Бадахосе (4:0), а затем — в матче против Румынии (0-1), выйдя на замену в перерыве вместо Давида Альбельды.